# 方城町
方城町（ほうじょうまち）は、福岡県の中央部に位置し、田川郡に属していた町。
2006年（平成18年）3月6日、金田町、赤池町と合併し福智町となった。以下、合併前日までの情勢を示す。

## 地理
- 河川：彦山川 (遠賀川水系)

## 歴史
- 1872年（明治5年）- 伊方、弁城小学校開校[1]。
- 1889年（明治22年）4月1日 - 市町村制施行に伴い、田川郡伊方村・弁城村の区域をもって方城村が成立。「方城」の地名の由来はこの2村の字を1字ずつ取って合わせたもの。役場を伊方字萩ヶ原に新築[2]。
- 1902年 (明治35年) - 方城炭鉱開鉱。
- 1914年 (大正3年)12月15日 - 方城炭鉱で｢大非常｣発生。国内最悪の炭鉱事故となる671名が死亡。
- 1923年（大正12年）- 町立図書館設置[3]。
- 1937年（昭和12年）- 町役場竣工[4]。
- 1947年（昭和22年）4月 - 方城中学校設立[5]。
- 1951年（昭和26年）1月1日 - 中央診療所（のちの方城町立病院）が開業[6]。
- 1956年（昭和31年）8月1日 - 町制施行により、方城町となる[7]。
- 1964年 (昭和39年) - 方城炭鉱閉山。
- 1966年（昭和41年）3月 - 弁城ダム竣工[8]。
- 1982年（昭和57年）- 財政再建準用団体に指定される[9]。
- 1998年（平成10年）- 町役場新庁舎完成[9]。
- 2004年（平成16年）11月25日 - ほうじょう温泉 ふじ湯の里オープン[9]。
- 2006年（平成18年）3月6日 - 金田町、赤池町と新設合併し、福智町が発足。同日方城町廃止。

## 経済

### 産業
- かつては三菱方城炭鉱を中心とした炭鉱が町の経済を支えていたが、現在ではすべて閉山しており、跡地を工業団地として再利用することで再生を図っている。
- 町内に日立マクセルの子会社、九州日立マクセルの工場が誘致された。

## 地域

### 小・中学校
- 方城町立伊方小学校
- 方城町立弁城小学校
- 方城町立方城中学校

## 交通
- 最寄り鉄道駅は平成筑豊鉄道・金田駅・上金田駅など。

### 主要道路
町内に高速道路および一般国道は通っていない。
- 福岡県道22号田川直方線バイパス
- 福岡県道407号方城金田線
- 福岡県道419号夏吉直方線
- 福岡県道456号金田夏吉伊田線など

## 名所・旧跡・観光スポット・祭事・催事
- 方城温泉
- 九州日立マクセル赤煉瓦記念館
- 伊方古墳

## 著名な出身者
- 石谷聡 - プロバスケットボール選手（B3.LEAGUE・ライジングゼファーフクオカ所属）
- IKKO（タレント活動もこなすメイクアップアーティスト）